# Krásnaya Volia
Krásnaya Volia (del ruso: Красная Воля) es un seló del distrito de Ádler de la unidad municipal de la ciudad-balneario de Sochi, en el krai de Krasnodar de Rusia, en el sur del país (Cáucaso occidental). Está situado en los montes entre la desembocadura del río Psajó en el Kudepsta, al este, y el curso del Bolshaya Josta (garganta de Navalíshchina), 16 km al este de Sochi y 181 km al sureste de Krasnodar. Tenía 990 habitantes en 2010.
Pertenece al municipio Kudepstinski.